# Zhang Enhua
Dans ce nom chinois, le nom de famille, Zhang, précède le nom personnel.
Pour les articles homonymes, voir Zhang.
Zhang Enhua, né le 28 avril 1973 à Dalian (Chine) et mort le 29 avril 2021, était un footballeur chinois. Il était défenseur.
Il a participé à la Coupe du monde 2002 avec la Chine.